# Nodaria factitia
Nodaria factitia là một loài bướm đêm trong họ Noctuidae.